# Ария
Вижте пояснителната страница за други значения на Ария.
А̀рията (от италианското aria, „въздух“) е съставна част от музикално произведение (опера, оратория, кантата) за солово (за разлика от хорово) пеене.
Тя е основна оперна форма, която се използва широко и във вокално-инструменталните жанрове (оратории, кантати, пасиони и др.) и се изпълнява от солист със съпровод на оркестър. Като правило ариите пресъздават чувствата на героите и се отличават с красиви и изразителни мелодии. Много често ариите изобилстват с виртуозни пасажи, което дава възможност на изпълнителите да покажат певческото си майсторство. В оперите през XVII и началото на XVIII век преобладават ариите от типа da capo, при които третият дял е буквално повторение на първия и не се изписва в партитурата.

## Прочути оперни арии
| Ария                                                               | Опера                | Глас                  | Композитор              | Либретист                           |
| ------------------------------------------------------------------ | -------------------- | --------------------- | ----------------------- | ----------------------------------- |
| Nessun dorma                                                       | „Турандот“           | тенор                 | Джакомо Пучини          | Джузепе Адами и Ренато Симони       |
| E lucean le stelle                                                 | „Тоска“              | тенор                 | Джакомо Пучини          | Луиджи Илика и Джузепе Джакоза      |
| Che gelida manina                                                  | „Бохеми“             | тенор                 | Джакомо Пучини          | Луиджи Илика и Джузепе Джакоза      |
| Largo al factotum                                                  | „Севилският бръснар“ | баритон               | Джоакино Росини         | Чезаре Стирбини                     |
| La calunnia è un venticello („Ария на клеветата“)                  | „Севилският бръснар“ | бас                   | Джоакино Росини         | Чезаре Стирбини                     |
| Votre toast, je peux vous le rendre („Кажи ми, Кармен“)            | „Кармен“             | бас-баритон           | Жорж Бизе               | Анри Мейлак и Людовик Алеви         |
| La donna è mobile                                                  | „Риголето“           | тенор                 | Джузепе Верди           | Франческо Мария Пиаве               |
| Di quella pira                                                     | „Трубадур“           | тенор                 | Джузепе Верди           | Салваторе Камарано                  |
| Casta diva                                                         | „Норма“              | сопрано               | Винченцо Белини         | Феличе Романи                       |
| Una furtiva lacrima                                                | „Любовен еликсир“    | тенор                 | Гаетано Доницети        | Феличе Романи                       |
| Vesti la giubba („Смей се, палячо“)                                | „Палячи“             | тенор                 | Руджеро Леонкавало      | Фердинандо Паолиери и Луиджи Бонели |
| Madamina, il catalogo è questo („Ария на Лепорело“)                | „Дон Жуан“           | баритон               | Волфганг Амадеус Моцарт | Лоренцо да Понте                    |
| Der Hölle Rache kocht in meinem Herzen („Ария на нощната кралица“) | „Вълшебната флейта“  | сопрано (колоратурно) | Волфганг Амадеус Моцарт | Емануел Шиканедер                   |